# Byrsonima linearifolia
Byrsonima linearifolia är en tvåhjärtbladig växtart som beskrevs av Adrien Henri Laurent de Jussieu. Byrsonima linearifolia ingår i släktet Byrsonima och familjen Malpighiaceae. Inga underarter finns listade i Catalogue of Life.

## Bildgalleri

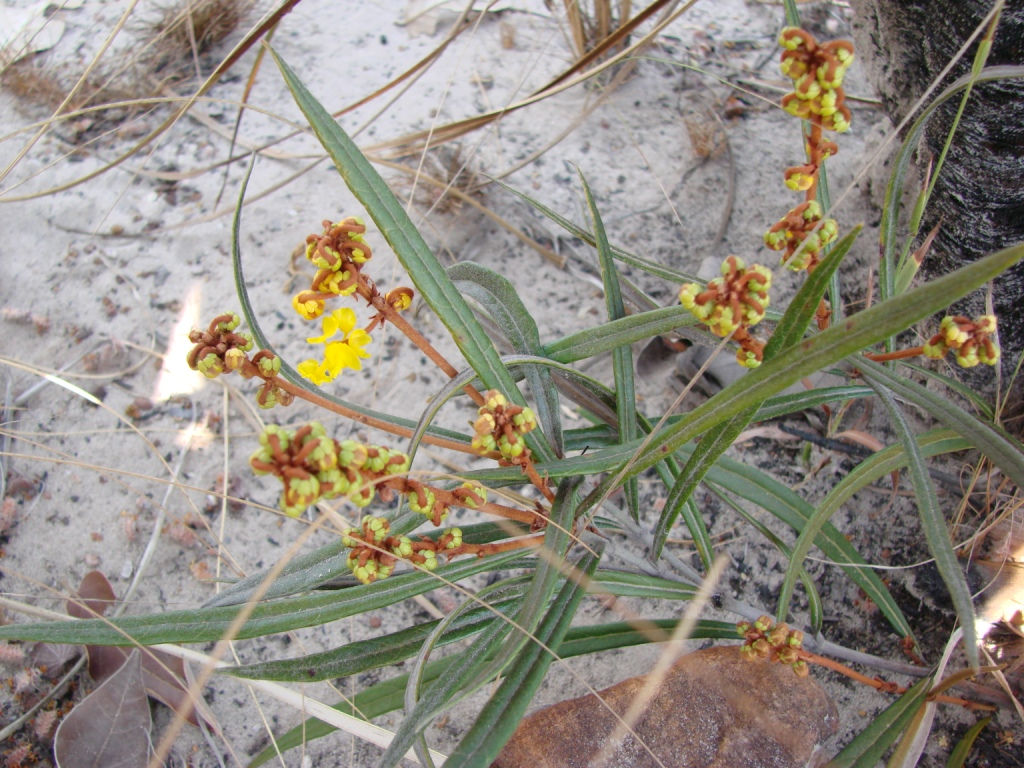